# Hattorf am Harz
Hattorf am Harz è un comune di 4.341 abitanti della Bassa Sassonia, in Germania.
Appartiene al circondario di Gottinga ed è parte della comunità amministrativa (Samtgemeinde) di Hattorf am Harz.